# Collège Saint-Martial
Le collège Saint-Martial est un ancien collège de l'université de Toulouse. Ses bâtiments se trouvaient à l'angle sud-est de la place du Capitole, dans l'actuel quartier du même nom (secteur 1) de Toulouse, en France. 

## Histoire
Le collège accueille des boursiers. Il est fondé en 1359 par le pape Innocent VI, qui avait dans sa jeunesse étudié le droit à l'université de Toulouse. Il se trouve alors au sud du quartier universitaire de la ville. Épargné lors de la suppression de la plupart des collèges toulousains en 1551, il ne subsiste que difficilement, jusqu'à la Révolution française. En 1751, le collège Pélegry de Cahors a été réuni au collège Saint-Martial de Toulouse. Le collège est fermé à la Révolution.
Il est occupé à partir de 1792 par un théâtre, le Théâtre de la Liberté et de l'Égalité. Mais en 1818, celui-ci est fermé et l'ancien collège est finalement démoli alors que l'architecte Jacques-Pascal Virebent fait aménager la place du Capitole.

## Vestiges
Dans la cour intérieure du Grand Hôtel de l'Opéra sont conservés des éléments de l'ancien collège Saint-Martial.